# 陳龍 (金門總兵)
陳龍（1647年—1696年），號鱗長，福建漳州龍溪人。他是清代首任金門鎮總兵，任內將金門鎮總兵署由金門城遷到後浦。任內曾設立書院，整頓治安，頗有政績，金門居民在太武山為他勒碑紀念。

## 生平
據《泉州府志》的記載，陳龍年少時練劍有成，武藝超群，但好逞勇武，肆虐鄉里，令鄰里不滿，有意將他除去。後來經未婚妻胡氏勸說後悔悟，之後選擇離家入海謀生。在這之後陳龍加入鄭軍，成為鄭經底下的戰將。
康熙十五年（1676年），陳龍跟他的岳父施廷宇等近2萬人的軍士被清福建按察使吳興祚招安。降清之後，陳龍曾率軍攻擊明鄭江機、楊一豹的部隊。而後又攻打投靠過的朱統錩，捉到其子與侄兒。康熙十七年（1678年），福建巡撫吳興祚率陳龍部隊從興化出發，攻打佔領漳州、泉州等地的明鄭劉國軒、黃球部隊。劉國軒部隊遭擊潰後逃往海上，陳龍與林賢率水師追擊，分成三路夾擊劉國軒艦隊，焚燒60餘艘艦船，殺掉6000多名軍士。
康熙十九年（1680年），清福建水師提督萬正色率軍攻下一度被明鄭再次控制的福建沿海島嶼，當時身為援剿右鎮總兵的陳龍主動協助招撫金、廈的民心。之後因其功績，陳龍在康熙十九年（1683年）被任命為首任金門鎮總兵。最初金門鎮總兵署位在金門城，是援剿右鎮總兵署所在地。陳龍基於風水等因素，選擇將後浦東門的「叢青軒」（明朝許獬讀書處）改建成總兵署，於康熙廿一年（1682年）遷址，金門的行政中心也因此從金門城移到後浦。而據說金門的「邑主城隍」也遷到後浦（今浯島城隍廟），為紀念遷治之日而將城隍聖誕定在農曆四月十二日。
康熙廿二年（1683年），陳龍協助施琅攻臺。施琅〈密陳專徵疏〉提到說：「又有興化總兵官臣林承、金門總兵官臣陳龍等，俱堪衝風破浪，勇敢克敵，共勷搗巢。」。在擔任總兵期間，陳龍整頓金門一帶的治安，注重民生，並成立書院，請黃君顥任教。康熙廿六年（1687年），金門居民感念其政績，在太武山上為他立功德碑。
康熙卅五年（1696年）春，陳龍於總兵署去世。次年（1697年）朝廷加贈太子少保。